# Стоил Попов (революционер)
Стоил Димитров Попов е български революционер.

## Биография
Стоил Попов е роден през 1839 г. вероятно в Калофер.
Баща му (Димитър Стоилов, с прозвище Малинка) е енорийски свещеник в калоферската църква „Успение на Пресвета Богородица“. Майка му, презвитера Дода също е от свещенически род, произхождащ от будното средногорско село Рахманлий (днес Розовец).
Стоил има трима братя – Константин (наричан и Костадин, бъдещият Врачански митрополит Константин), Лазар и Киро, и една сестра – Стефана. Учи при Ботьо Петков и С. Зафиров. Спомага за издаването на множество книги „Смесена китка“ (1852) на Петко Славейсов, „Кратко[то] землеописание“ (1856) на Георги Икономов Дупничанина и на превода на Александър Дюма „Наполеон Бонапарт“ (1850).
Стоил Попов (1839 – 1890) е ревностен патриот, има буен и неспокоен характер. Разпален от недоволство срещу злоупотребите на Цариградската патриаршия, в един момент той се увлича по идеите на Драган Цанков за уния с папата в Рим. В Цариград от 1858 г. е член на организацията „Тайната дружина на верните приятели“. Там работи като търговски служител във фирмата на братя Комсиеви. Води редовна кореспонденция с Георги Раковски. Противник на политиката на Русия за изселване на българи. През 1862 г. Стоил Попов става участник в Първата българска легия в Белград, където се запознава с Васил Левски. Подпомага Раковски в набирането на доброволци из българските земи. През 1861 г. заминава за Одеса, където събира пари за издръжката на легията. На следващата година, докато обикаля страната да подготвя чети е арестуван по подозрение за участие в Хаджиставревата буна. Освободен след застъпничество от страна на българските първенци в Цариград. След разтурянето ѝ се завръща в Цариград и подновява своето сътрудничество с Драган Цанков. Там е назначен за капукехая-секретар на писалището за тескерета към униатската общност (1863 – 1865).
Стоил Попов, отлично владеещ османотурски език, е привлечен като преводач на вестник „Дунав“ - официоз на Османската империя излизащ на турски и на български език в Русе (1865 – 1877). Въпреки че Никола Обретенов, както и Захари Стоянов го споменават като редактор в този вестник, много историци са на мнение, че Стоил Попов е бил само преводач там.
Стоил Попов става и учител по турски език в русчушкото класно училище. Неоснователно обвиняван в туркофилски позиции, той е най-довереното лице на Левски в административния център на Дунавския вилает, дълбоко законспириран съратник. От Стоил Попов Левски получава препоръка за първата си среща с цариградските българи през декември 1868 година. Основател е на читалище „Зора“.
Сътрудничи на вестниците „Право“ (1871), „Турция“ (1872), „България", „Български глас“ и. „Московский телеграф“. Превежда редица закони като „Царски търговски закон“ (1855), „Закон за наказанията“ (1879) и учебника „Турско-български писмовник“ (заедно с Иван Чорапчиев), в. „Кукуригу“. Използва и фамилията Балкански. Константин Иречек го споменава в своята книга „Княжество България“ като преводач на Наполеоновия кодекс.
Жени се за Анастасия Попова през 1868 г. Имат 2 деца.
След Освобождението е назначен (от Временното Руско управление) за председател на Търговския съд в Русе. Като такъв е изпратен „по право“ за депутат в Учредителното събрание в Търново през 1879 г.  и съответно в Първото велико народно събрание. Избран за депутат във 2-то ОНС, където първоначално е касиран, но след това отново избран на допълнителни избори.
От април до 15 септември 1879 г. е е председател на Русенския апелативен съд. В периода 15 септември 1879 – 1 юли 1880 г. е председател на Варненския окръжен съд. Член на Русенския комитет „Единство“. Към края на 80-те години се премества в София, където работи по обработката на библиотеката и архива на Осман Пазвантоглу.
Умира на 23 юни 1890 г. в София.

## Брошури
- Предизвикани обяснения. От Стоила Д. Попов, бивш председател на Варненския окръжен съд, Русе, 1880.
- Съдебна критика, Русе, 1881